# Knoten (Astronomie)

## Definition
Als Knoten bezeichnet man die Schnittpunkte der Bahn eines astronomischen Objekts mit einer Bezugsebene (im Sonnensystem meist die Ekliptikebene):

Keplersche Planetenbahn. Die Schnittlinie der grünen und der blauen Fläche markiert die Knotenlinie.
(Die Ekliptikebene als Referenzebene ist ein Spezialfall)

- Der Punkt, an dem das astronomische Objekt bei der Bewegung auf seiner Bahn die Bezugsebene von Süden nach Norden durchstößt, heißt aufsteigender Knoten. Symbol dafür ist ☊.
- Analog heißt der Durchstoßpunkt von Norden nach Süden absteigender Knoten. Symbol dafür ist ☋.

Die Verbindungsgerade der beiden Knoten heißt Knotenlinie. Der Zeitraum zwischen zwei Durchgängen des Himmelskörpers durch denselben Knoten heißt Drakonitische Periode. Dieser Begriff (lat.: draco = Drache) beruht darauf, dass die Knotenpunkte auch als Drachenpunkte bezeichnet werden (s. u.).

## Speziell im Sonnensystem
Im Sonnensystem dient meist die Ekliptikebene als Bezugsebene. Norden bezeichnet dann die Nordrichtung der Erdachse. Steht die Bezugsebene in keinem Zusammenhang mit der Ekliptik, dann wird eine andere geeignete Definition für den Auf- und Abstieg gewählt.
Bei der Erde fällt die Ekliptik mit der Bahnebene zusammen, und es lässt sich kein Knoten definieren. In vor-heliozentrischer Zeit sah man die Äquinoktien als die „Knoten der (scheinbaren) Sonnenbahn“ an, Bezugsebene hierbei war der Himmelsäquator.
Die Orientierung einer Ellipsenbahn im Raum ist u. a. durch zwei Winkel bestimmt:
- Der Winkel Frühlingspunkt-Sonne-aufsteigender Knoten beschreibt die Lage der Knotenlinie auf der Ekliptik. Dieser Winkel liegt in der Ekliptikebene und heißt Argument des aufsteigenden Knotens oder Länge des Knotens (in der Grafik mit Ω bezeichnet)
- Der Winkel aufsteigender Knoten-Sonne-Periapsis beschreibt die Lage der großen Halbachse der Bahn. Er liegt in der Bahnebene und heißt Argument der Periapsis (in der Grafik mit ω bezeichnet). Die Periapsis (in der Grafik der Punkt P) ist der Punkt der Ellispsenbahn, an welchem sich der Planet in der Sonnennähe, also im Perihel, befindet.

Diese beiden Winkel bilden zwei der sechs Bahnelemente, die zur vollständigen Beschreibung einer idealen Keplerbahn nötig sind. Für die vollständige Bestimmung der Bahnorientierung im Raum ist als drittes Lageelement der Winkel i zwischen der Ekliptik und der Bahnebene, die Inklination, erforderlich.

## Bedeutung für Finsternisse und Transite
Sonnen- und Mondfinsternisse (Okkultationen) sowie Durchgänge (Transite) der inneren Planeten Merkur und Venus vor der Sonnenscheibe können nur stattfinden, wenn sich der Mond bzw. der betreffende Planet in der Nähe eines seiner Bahnknoten befindet:
- Steht der Neumond nahe genug an einem Mondknoten, so kommt es zur Sonnenfinsternis; steht der Vollmond in der Nähe eines Mondknotens, so kann es eine Mondfinsternis geben.

Die Bezeichnung der Knoten als Drachenpunkte beruht auf einer antiken chinesischen Sichtweise, dass bei einer Sonnenfinsternis ein Drache versuche, die Sonne zu verschlingen.
- Merkur und Venus können nur bei einer unteren Konjunktion vor der Sonnenscheibe vorüberziehen. Gleichzeitig müssen sie sich aber hinreichend nahe an einem ihrer beiden Knoten, also in der Nähe der Ekliptik, befinden. Andernfalls laufen sie aufgrund der Inklination ihrer Bahn über oder unter der Sonne vorbei.

## Drehung der Knotenlinie
Wenn sich mehrere Körper als Planeten auf Ellipsenbahnen um denselben Zentralkörper bewegen und/oder dabei Monde im Spiel sind, welche um die Planeten laufen, dann bleiben in einem solchen System die Bahnebenen nicht raumfest. Das wäre nur der Fall, wenn die Bahnen aller beteiligten Körper in ein und derselben Ebene lägen.
Die Ebene, in der eine Ellipsenbahn liegt, lässt sich durch die Bahnnormale beschreiben. Das ist eine Gerade, die durch den Zentralkörper geht und senkrecht auf der Planetenbahn steht. Im Sonnensystem sind die Ebenen der Planetenbahnen nur um wenige Winkelgrade gegeneinander verkippt. Ihre Bahnnormalen bilden daher ein Büschel von Geraden, die nahezu in dieselbe Richtung laufen. Aus diesen Richtungen lässt sich ein gewisser Mittelwert (der Vektor des Gesamt-Drehimpulses) bilden. Durch ihn ist gewissermaßen eine Hauptnormale und damit auch eine natürliche Hauptebene des Planetensystems festgelegt.
In einem Planetensystem ist jeder Planet neben der Gravitation des Zentralkörpers auch Anziehungskräften aller übrigen Planeten ausgesetzt. Dabei entfaltet der Zentralkörper die stärkste Wirkung. Die Richtung seiner Anziehungskraft wirkt immer in der Bahnebene des Planeten und sorgt dafür, dass der Planet eine Ellipsenbahn um ihn beschreibt. Das gilt aber nicht für die Kräfte, welche die übrigen Planeten ausüben. Sie sind zwar schwächer, aber sie besitzen anders als die Zentralkraft auch Kraftkomponenten, die ihn aus seiner Bahnebene herausziehen.
Hier könnte man erwarten, dass die Bahnebene des Planeten dadurch verkippt wird, d. h. dass sich ihre Inklination ändert und sich ihre Normale auf den anziehenden Planeten zu bewegt. Das ist aber nicht der Fall. Stattdessen dreht sich die Normale der Planetenbahn unter der resultierenden Wirkung der anderen Planeten um die Hauptnormalrichtung des Planetensystems und bildet dabei einen Kegelmantel. Bei dieser Drehung vollführt auch die Bahnebene des Planeten eine Drehbewegung im Raum mit dem Zentralkörper als Fixpunkt. Dabei dreht sich auch ihre Knotenlinie entsprechend.
Siehe auch Knotendrehung.